# Regentenstraße 166 (Mönchengladbach)

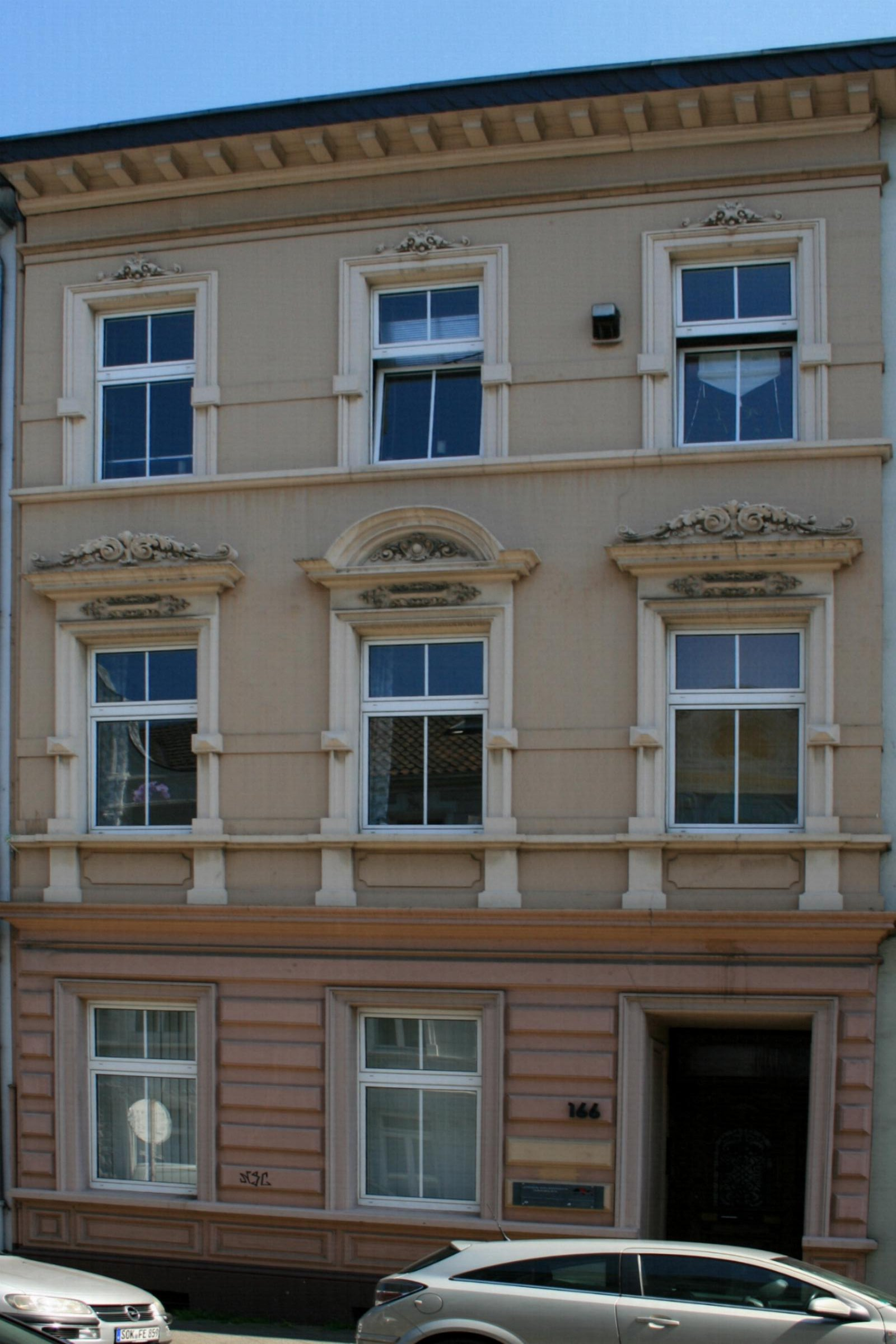
Wohnhaus (2010)

Das Wohnhaus Regentenstraße 166 steht im Stadtteil Eicken in Mönchengladbach (Nordrhein-Westfalen).
Das Gebäude wurde Ende des 19. Jahrhunderts erbaut. Es wurde unter Nr. R 070 am 17. Mai  1989 in die Denkmalliste der Stadt Mönchengladbach eingetragen.

## Lage
Das Objekt liegt an der Südseite der Regentenstraße im Umfeld ähnlicher Häuser der Jahrhundertwende. 

## Architektur
Es handelt sich um ein dreigeschossiges, traufenständiges, dreiachsiges  Wohnhaus. Das Objekt ist aus städtebaulichen Gründen schützenswert.